# Inner Ear Studios
38°50′38″ пн. ш. 77°05′22″ зх. д. / 38.8439° пн. ш. 77.0895° зх. д.
Inner Ear Studios — студія звукозапису, заснована в Арлінгтоні, штат Вірджинія. Студія працює з кінця 1970-х років. Студія розпочинала свою діяльність у підвальчику засновника, Дона Зієнтари (Don Zientara). 
У 1990 році студія переїхала у власну будівлю на Південній Окленд Стріт (South Oakland St.), в Арлінгтоні. 
Зараз студія знову повернулась в підвальчик Дона Зієнтари. 
Загалом студія працює вже понад 40 років. За цей час на студії записували свої альбоми майже всі найвідоміші хардкор гурти з Вашингтона. Зараз назва студії асоціюється з хардкор-сценою Вашингтона.

## Історія
Студія була заснована Доном Зієнтарою у власному підвальчику в Арлінгтоні наприкінці 1970-х років.
Спочатку Дон Зієнтара записував музику на арфі та кельтські народні мелодії, але наприкінці 70-х він почав записувати панк-музику, а Teen Idles був одним із перших гуртів, який він записав.
Дон Зієнтара перевів студію у власну будівлю в 1990 році.
У 2014 році студія була показана в телевізійному міні-серіалі Дейва Грола, Sonic Highways.
У 2021 році було оголошено, що будівлю студії може придбати округ Арлінгтон у рамках розвитку нового художньо-промислового району.
72-річний Зієнтара підтвердив, що, можливо, студія може закритися, якщо округ вирішить купити будівлю, де Inner Ear орендує приміщення. 
Дон Зієнтара казав:
«Мені подобається те, що я роблю, але я міг би піти на пенсію, і я думаю, що мені доведеться довго і наполегливо думати про це».
Дон Зієнтара казав:
«Мені шкода, що це відбувається, але це так». «Тож я з цим згоден – це просто природна еволюція речей. Ви не можете зупинити прогрес».
Дон Зієнтара оголосив, що студія закриється 1 жовтня 2021 року.
Закриття студії відбулося наприкінці 2021 року. Режисер Браян Девіс опублікував дев'ятихвилинний документальний фільм про закриття, фільм в основному складається з інтерв'ю з Доном Зієнтарою.
Дон Зієнтара казав:
«Inner Ear нікуди не зникне — вона буде відновлена в іншому місці. Я все ще буду працювати. Я не закінчив. Ще не купив ні вудки, ні черв’яків, ні мотиля».
У 2022 році Дон Зієнтара знову відкрив студію у своєму підвалі.

## Послужний список
Студія Inner Ear зіграла важливу роль у хардкорній сцені Вашингтона.
Студія записувала альбоми для багатьох гуртів, ось деякі з них: Minor Threat, Bad Brains, Fugazi, Mary Timony, Braid, The Teen Idles, Foo Fighters, The Look, Urban Verbs.